# جعفر بن المقتدي
الأمِير أبُو الفَضْل جَعْفَر بن عبدِ الله المُقْتَدِي بأمر الله بن مُحَمَّد ذخيرةُ الدِّين بن عبدِ الله القائم بن أحمد القادر العبَّاسِيُّ الهاشِميُّ القُرَشِيُّ (480 - 13 جُمادى الأولى 486 هـ / 1087 - 1094 م) أميرٌ عَبَّاسِي، وابن الخليفة المُقْتَدِي بأمر الله، ووالدتهُ خاتُون بنت ملكشاه السَّلجُوقِيَّة.
تُوفي جَعْفَر صغيرًا، فحزن عليه الخليفة، وصلَّى عليه، وحُمل تابُوته إلى الرُّصافة، وجلس الوزير عميدُ الدَّولة بباب الفردُوس لعزائه ثلاثة أيَّام.

## نسبه
هو جَعْفَر بن عبدِ الله المُقْتَدي بن مُحمد ذخيرة بن عبدُ الله القائم بن أحمَد القادِر بن إسْحاق بن جَعْفَر المُقْتَدِر بن أحمَد المُعْتَضِد بن طَلحة المُوفَّق بن جَعْفَر المُتَوكِّل بن مُحَمَّد المُعْتَصِم بن هارُون الرَّشيد بن مُحَمَّد المِهديّ بن أبي جَعْفَر اَلمَنْصُور بن مُحَمَّد بن عليّ بن عَبدِ الله بن اَلعبَّاس بن عبد المُطلب بن هاشِم بن عبد مناف بن قُصي بن كِلاب بن مُرة بن كَعب بن لُؤي بن غالِب بن فَهر بن مالك بن النَّضر بن كِنانة بن خُزَيمة بن مُدرِكة بن إلياس بن مَضَر بن نِزار بن مُعد بن عدنان.